# Las Guías
Las Guías es un corregimiento del distrito de Calobre en la provincia de Veraguas, República de Panamá. La localidad tiene 1.712 habitantes (2010).

## Posibles orígenes del nombre
Se dice que el nombre de esta región se debe a que los españoles se guiaban con el río Las Guías, el cual recorre dicho corregimiento, durante los tiempos de la colonia española.
De igual manera se pudo conocer, a través del texto "Memorias de Las Guías, Provincia de Veraguas (Tercera Edición 2012)", que este pueblo, cabecera del corregimiento, inició como un pequeño caserío a principios del siglo XIX, a finales de la Época Colonial Española, convirtiéndose luego en lo que hoy es la cabecera del corregimiento que lleva el mismo nombre. Su nombre se debe a la estratégica posición geográfica que presenta, utilizada en aquel entonces por los insurgentes de la época, como guía de tráfico o paso obligado hacia diversas regiones durante la Guerra de los Mil Días.